# Aeroportul Național Catarman
Aeroportul Național Catarman (IATA: CRM, ICAO: RPVF) este un aeroport din Filipine ce deservește zona Northern Samar⁠(d). Aeroportul a fost tranzitat în 2022 de 15.135 de pasageri.
Situat la o altitudine de 3 m, aeroportul dispune de o singură pistă. Este operat de Civil Aviation Authority of the Philippines⁠(d).